# Chief of Protocol of the United States
Der Protokollchef der Vereinigten Staaten (Chief of Protocol of the United States, CPR) ist ein hoher Bediensteter – Protokollchef – im Außenministerium der Vereinigten Staaten mit Botschaftertitel und der Amtsbezeichnung United States Assistant Secretary of State. Dieser ist in Personalunion Behördenleiter des Office of the Chief of Protocol. Der Protokollchef der Vereinigten Staaten ist unmittelbar dem Außenminister der Vereinigten Staaten unterstellt. In der Protokollarischen Rangordnung in den Vereinigten Staaten rangiert er an 39. Stelle.
Office of the Chief of Protocol ist der Name der Institution (agency), deren Behörde im Geschäftsbereich des Außenministeriums angesiedelt ist. Vor dem 12. Juli 1965 war das Amt Teil des Weißen Hauses.
Der Sitz der Behörde ist in Washington, D.C. Das Amt des Protokollchefs wurde am 4. Februar 1928 geschaffen. Das Office of the Chief of Protocol organisiert jährlich etwa 350 Besuche ausländischer Würdenträger.
Der Vertreter des CPR trägt die Amtsbezeichnung Assistant Chief of Protocol.

## Aufbau
Die Behörde hat fünf Abteilungen: Management, Visits (Staatsbesuche), Ceremonials (Zeremoniell), Diplomatic Affairs (diplomatische Fragen/Beziehungen) und Betreuung des Gästehauses Blair House. Die Abteilungsleiter führen die Funktionsbezeichnung Assistant Chief. Die Organisationseinheit zählt zu den direkt dem Außenminister unterstellten Büros/Stellen (Bureaus/Offices Reporting Directly to the Secretary).
Seit 1961 wird die Stelle Chief of Protocol als Botschafterposten ausgewiesen. Die Funktionsstelle hieß anfangs Chief of Protocol for the White House. Der Präsident der Vereinigten Staaten hat das alleinige Vorschlagsrecht, der Nominierte muss vom Senat bestätigt werden. Das Amt ist nicht nur Angehörigen des Foreign Service zugänglich, sondern auch Personen außerhalb des diplomatischen Dienstes bzw. des Öffentlichen Dienstes (Non-Career).

## Aufgaben
Der CPR ist in den Vereinigten Staaten die oberste „Instanz“ in Fragen des Diplomatischen Protokolls auf Bundesebene.
Die Behörde hat 21 Kernaufgaben, beispielsweise: 
- Beratung des Präsidenten der Vereinigten Staaten und dessen Vizepräsidenten sowie des Außenministers der Vereinigten Staaten in Fragen des nationalen und internationalen Protokolls.
- Akkreditierung von Diplomaten in den Vereinigten Staaten.
- Der Funktionsträger „Chief of Protocol of the United States“ oder dessen Vertreter nimmt an allen Staatsbesuchen des Präsidenten im Ausland teil.
- Führung der Liste Protokollarische Rangordnung in den Vereinigten Staaten (Ceremonials Division of the Office of the Chief of Protocol).[4]

## Liste der Funktionsträger
- James Clement Dunn (1928–1930)
- Warren Delano Robbins (1931–1933)
- James Clement Dunn (1933–1935)
- George T. Summerlin (1938)
- Stanley Woodward (1944)
- Stanley Woodward (1946–1950)
- John F. Simmons (1950–1957)
- Wiley T. Buchanan (1957–1961)
- Angier Biddle Duke (1961–1965)
- Lloyd Nelson Hand (1965–1966)

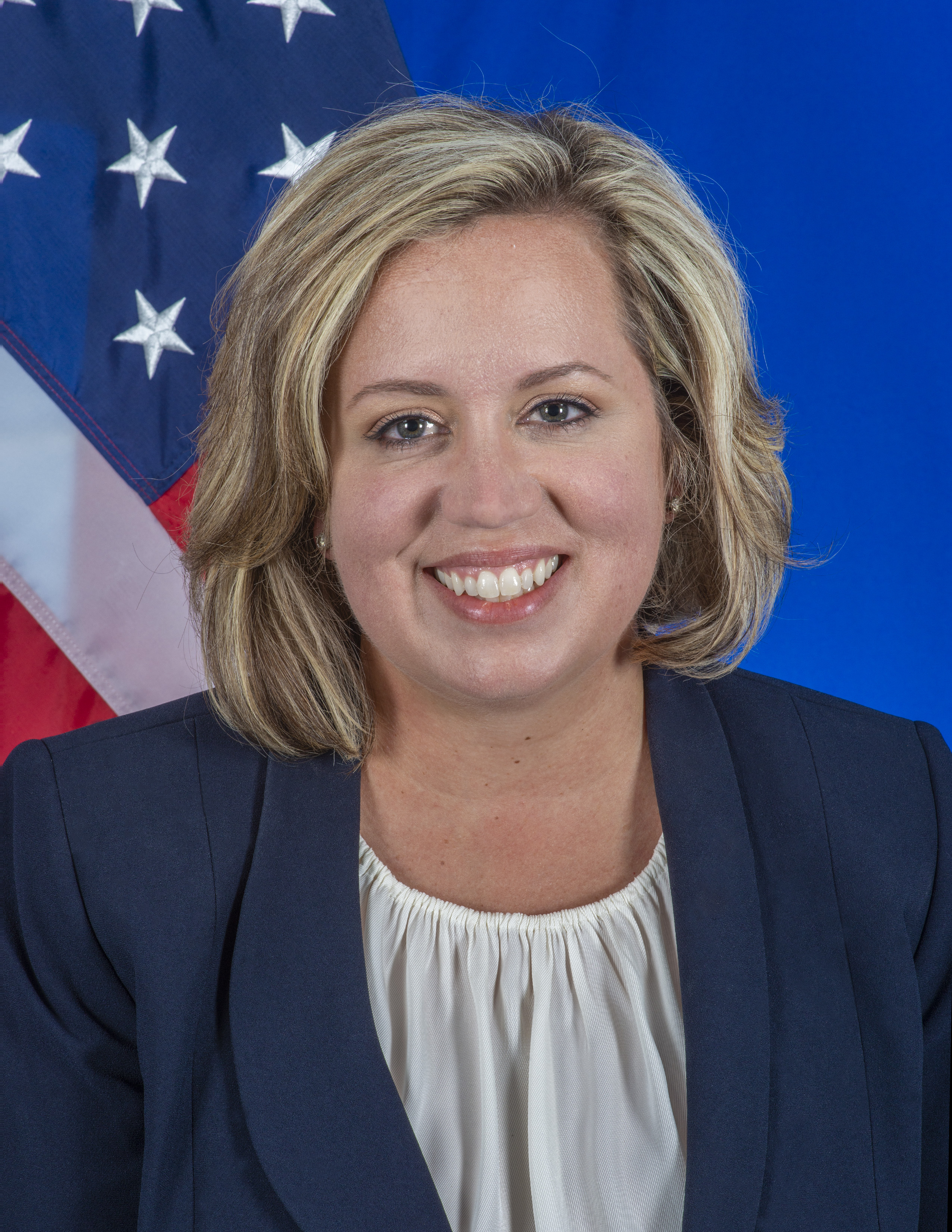
Botschafterin Katherine Camille Henderson, U.S. Chief of Protocol

- James Wadsworth Symington (1966–1968)
- Angier Biddle Duke (1968)
- Tyler Abell (1968–1969)
- Emil Mosbacher Jr. (1969–1972)
- Marion Hartzog Smoak (1974)
- Henry Edward Catto Jr. (1974–1976)
- Shirley Jane Temple Black (1976–1977)
- Evan Samuel Dobelle (1977–1978)
- Edith Huntington Jones Dobelle (1978–1979)
- Abelardo L. Valdez (1979–1981)
- Leonore Annenberg (1981–1982)
- Selwa Roosevelt (1982–1989)
- Joseph Verner Reed, Jr. (1989–1991)
- John Giffen Weinmann (1991–1993)
- Molly M. Raiser (1993–1997)
- Mary Mel French (1997–2001)
- Donald Burnham Ensenat (2001–2007)
- Nancy Goodman Brinker (2007–2009)
- Capricia Penavic Marshall (2009–2013)
- Peter A. Selfridge (2014–2017)
- Sean Lawler (2017–2019)[5]
- Mary-Kate Fisher (acting) (2019)
- Katherine Camille Henderson (seit 12. August 2019)